# Polizeiruf 110: Bullenklatschen
Bullenklatschen ist ein deutscher Kriminalfilm von Thorsten Schmidt aus dem Jahr 2012. Es ist die 329. Folge innerhalb der Filmreihe Polizeiruf 110 und der 49. Fall für die halleschen Kommissare Schmücke und Schneider und der siebte Fall für die Oberkommissarin Nora Lindner (Isabell Gerschke).

## Handlung
Die junge Polizistin Ilka Grein und ein Kollege werden zu einem Einsatz wegen Ruhestörung gerufen. Die beiden Beamten sind den alkoholisierten Leuten nicht gewachsen und werden von ihnen angegriffen. Als die gerufene Verstärkung eintrifft, finden sie Grein verletzt am Boden liegend und ihren Kollegen Nils Rotter, der zum Verstärkungstrupp gehörte, tot daneben.
Schmücke, Schneider und Lindner nehmen die Ermittlungen auf und befragen die festgenommenen Randalierer, die sich nicht erklären können, wer auf den Polizisten geschossen haben sollte. Die Einschüsse am Tatort, einer alten Werkstatt, deuten auf einen regelrechten Schusswechsel. Alle gefundenen Projektile gehören nur zu Polizeipistolen und Rotter wurde mit der Waffe seiner Kollegin erschossen. Grein kann sich nur noch daran erinnern, niedergeschlagen worden zu sein und jemanden auf Rotter schießen gesehen zu haben.
Von allen Randalierern erscheint ein Jürgen Baumann auffällig. Er gehört zu einer autonomen Gruppe und ist vorbestraft wegen gefährlicher Körperverletzung und Landfriedensbruch. Über Fingerabdrücke am Tatort führt auch eine Spur zu Johannes Majewski, der an sich in der JVA eine Freiheitsstrafe wegen eines Gewaltverbrechens zu verbüßen hat, der aber wegen einer guten Sozialprognose auch Freigänger ist. Er bestätigt, Baumann an dem Abend gesehen zu haben, selbst aber nur mit seiner Freundin zusammen gewesen zu sein, die ihm sein Alibi bestätigt.
Baumann wird verhört und gibt zu, die Polizistin niedergeschlagen zu haben, nachdem sie auf die Angreifer geschossen hätte. Ilka Grein hatte erklärt, nur einen Warnschuss abgegeben zu haben, doch bleiben gewisse Ungereimtheiten. Nachdem Schneider sich mit Johannes Majewski näher beschäftigt, findet er Zusammenhänge. Majewski wurde seinerzeit nach einem Raubüberfall von Ilka Grein und Nils Rotter gestellt. Als er eine Waffe zog und auf Rotter schoss, feuerte dieser massiv zurück und traf Majewski lebensgefährlich. Nach seiner Genesung wurde er wegen versuchten Totschlags verurteilt. Somit konzentrieren sich Schmücke und Schneider auf Johannes Majewski, der in Tatortnähe war und einen Grund zur Rache hätte. Er leugnet allerdings, da er kurz vor der Entlassung steht und seine Freiheit nicht so schnell wieder aufs Spiel setzen würde.
Nachdem Ilka Grein von ihren Kollegen gemobbt wird, da sie alle für die Mörderin an Nils Rotter halten, begeht sie Selbstmord und erschießt sich. Für die Kommissare ist der Fall damit nicht gelöst. Sie vernehmen noch einmal Baumann, der sich inzwischen daran erinnern kann, dass ein Mann und eine Frau in die Werkstatt gekommen wären, nachdem er Grein niedergeschlagen hatte. Das führt erneut zu Majewski, der nach massivem Verhör zugibt, mit seiner Freundin in den Schusswechsel geraten zu sein. Als er wie vor Jahren erneut Rotter mit der Waffe in der Hand sah und dieser wieder auf ihn zielte, war das für ihn wie ein Alptraum. Es schien sich alles zu wiederholen, und da er befürchten musste, erschossen zu werden, nahm er die Pistole der am Boden liegenden Polizistin und hat sich und seine Freundin gegen Rotter verteidigt.

## Hintergrund
Bullenklatschen wurde am 20. Mai 2012 im Ersten zur Hauptsendezeit erstmals ausgestrahlt.

## Rezeption

### Einschaltquote
Die Erstausstrahlung des Polizeiruf Bullenklatschen am 20. Mai 2012 wurde in Deutschland insgesamt von 7,33  Millionen Zuschauern gesehen. Damit wurde ein Marktanteil von 22,9 Prozent erreicht.

### Kritik
Thomas Gehringer kommt bei tittelbach.tv insgesamt zu einer positiven Bewertung und schreibt: „Es wird viel geredet und erläutert, dennoch hält die Inszenierung von Regisseur Thorsten Schmidt […] die Spannung geschickt aufrecht. ‚Bullenklatschen‘ ist sicher kein visuell herausragender Film, auch wenn das Schiff auf der Saale zu Beginn schön gruselig ins trübe Licht gesetzt wird, aber er ist doch ein sorgfältig erzählter Krimi. Die Psychologie der Figuren ist stimmig, das Puzzle passt und wird schlüssig nach und nach zusammengesetzt. Da wird sogar die mühsame Kleinarbeit der Polizei – die Analyse von Geschossprofilen und Fingerabdrücken, die vielen Vernehmungen – nicht langweilig.“
Die Kritiker der Fernsehzeitschrift TV Spielfilm vergaben eine mittlere Wertung (Daumen zur Seite) und befanden ‚Bullenklatschen‘ sei „Routineknobeln mit den Krimionkeln“.
Spiegel Online wertet sehr negativ und findet: „Die sonst betont drolligen Cop-Oldies Schmücke und Schneider geben sich […] betont grimmig. (Nicht schlimm, ihre Witze zündeten sowieso nie.)“ Des Weiteren wird „das Prinzip Zufall […] in Halle wieder überstrapaziert“. Insgesamt lohne sich das Einschalten nicht.
Auch Heike Hupertz von der FAZ sieht das ähnlich und schreibt: „Die Ermittlungsweise von Schmücke, Schneider und Lindner ist so naturalistisch langatmig wie eh und je. An ‚Bullenklatschen‘ ist das Aufregendste der Titel. […] Jede Aktualität wird verschenkt, stattdessen konzentriert sich der Film auf die Beziehungen der Polizisten untereinander. […] Auch die visuelle Gestaltung trägt nun wieder zum Eindruck des Hausbackenen bei. So kann man einen durchaus gelungenen Aufbruch [der in den beiden letzten Folgen absolut gelungen war] auch mit voller Absicht verschenken.“